# Масакр у Гудовцу
Гудовачки масакр (хрв. Pokolj u Gudovcu) је био масовно убиство око 190 бјеловарских Срба од стране хрватских усташа који се догодио 28. априла 1941. у селу Гудовац надомак Бјеловара. Масакр се догодио за време Другог светског рата, убрзо након окупације Краљевине Југославије од стране сила Осовине и успостављања марионетске Независне Државе Хрватске и било је прво масовно убиство које су починиле усташе по доласку на власт, те је наговестио шири усташки поход геноцида над Србима у НДХ који је трајао до краја рата.
Усташе су као изговор за убиство искористиле необјашњену смрт двојице својих присталица. Жртве су доведене из Гудовца и околине, углавном ухапшене под оптужбом да су побуњеници лојални свргнутој југословенској краљевској влади. Одведени су на оближњу њиву и колективно стрељани од стране стрељачког вода до 70 усташких стражара. Петорица затвореника су успели да преживе први рафал и отпузали су на сигурно. Усташе су преживеле становнике Гудовца натерали да ископају масовну гробницу за жртве и полију тела живим кречом како би се убрзало распадање лешева.
Следећег дана, рођаци једне од жртава пријавили су масакр немачкој окупационој управи. Немци су извршили делимичну ексхумацију тела, након чега је ухапшено 40 учесника егзекуције. Младен Лорковић, високи усташки функционер, искористио је свој утицај да се затвореници пусте и обећао немачком амбасадору у НДХ Зигфриду Кашеу да ће хрватске власти спровести детаљну истрагу, али до истраге никад није дошло.
На месту масакра подигнути су костурница и маузолеј, као и споменик вајара Војина Бакића, 1955. године. Међутим, године 1991. усред међунационалног насиља током рата у Хрватској, споменик и маузолеј су уништили хрватски националисти, као и још једно Бакићево дело (Бјеловарац, Бјеловарчанин). Рушевине костурнице уклониле су локалне власти 2002. године. Исте године, грађани су потписали петицију за поновно подизање споменика Бјеловацу. Обновљени споменик откривен је у децембру 2010. године.

## Позадина

### Међуратни период
Гудовац је село у близини Бјеловара, око 80 километара источно од главног града НДХ, Загреба. Први пут је насељен током средњег века и имао је етнички мешовито становништво током већег дела своје историје. Према подацима из 1931. године, Гудовац је имао 1.073 становника у 330 домаћинстава. Хрвати су чинили две трећине становништва, док су остали становници углавном били етнички Срби. У општини Гудовац живело је 8.000 становника, од чега 3.000 Срба.
Након аншлуса између Немачке и Аустрије 1938. године и Италијанске окупације Албаније, Трећи рајх се приближио границама Југославије. Дана 6. априла 1941. године немачке и италијанске трупе извршиле су инвазију на Југославију. Придружиле су им се и војске Мађарске и Бугарске. Војска Краљевине Југославије је брзо била савладана комбинованим немачким, италијанским и мађарским нападом. Велики део њене опреме је био застарео, војна стратегија је била застарела, а војници су били лоше дисциплиновани и слабо обучени. Непосредно у околини Бјеловара, током инвазије војски Осовине, дошло је до масовне побуне у војним јединицама у којима су углавном били локални хрватски војни обвезници који су одбили да се боре против Вермахта. Побуњеници су блокирали Бјеловар и тражили предају гарнизона, претећи да ће у супротном побити све Србе који живе у граду и околини и чланове породица официра. Тада је град јуришан, заробљени војници и официри који су остали верни Југославији предати су Немцима и усташама. Устанак пукова и јуриш на Бјеловар усташе су касније активно користиле у својој пропаганди.
Након окупације Југославије и поделе њене територије од стране земаља Осовине, створена је Независна Држава Хрватска на територији Хрватске, Босне и Херцеговине и дела Србије. Национално-политички циљеви усташа нису били само успостављање државне самосталности Хрватске, већ и давање новој држави етнички хрватског карактера. Главна препрека остварењу овог циља били су Срби, који су чинили трећину становништва НДХ. Као резултат тога, од првих дана постојања НДХ усташе су започеле активне антисрпске акције. Увод је била снажна пропагандна кампања која је Србе приказивала као непријатеље хрватског народа којима није место у НДХ. Врхунац је био масакр Срба и њихово затварање у бројне концентрационе логоре.
По узору на нацистичку Немачку, усташки режим је издао расне законе по узору на Нирнбершке законе, усмерене на Србе, Јевреје и Роме. У говору у Госпићу 22. јуна 1941. један од усташких вођа Миле Будак формулисао је програм деловања према Србима, који је 26. јуна објавио лист Хрватски лист.
| „ | Један део Срба ћемо уништити, други ћемо иселити, остале ћемо превести у католичку веру и претворити их у Хрвате. Тако ће им се ускоро губити трагови, а оно што ће остати остаће само лоше сећање на њих. За Србе, Цигане и Јевреје имамо три милиона метака. | ” |

Усташе су водиле диференцирану политику према народима проглашеним непријатељима. Разлика у односу према Србима и Јеврејима била је жеља да се Јевреји потпуно униште, а трећина Срба уништи, трећина покатоличи, а трећина протера у Србију. . Тако су усташе планирале да своју државу учине потпуно моноетничном. Италијански историчар Марк Ревели писао је да за усташе јеврејско питање није био главни „расни проблем”. Према његовом мишљењу, Павелић је предузео истребљење Јевреја „да би угодио најмоћнијем нацистичком савезнику”.
Истребљење Срба и Јевреја у Бјеловару поверено је Дидо Кватерник. О томе је, претпоставља се, усмено наређивао усташки поглавар Анте Павелић. Кватерник се касније присећао:
| „ | Када смо се тријумфално вратили кући из иностранства и када је Павелић одлучио да преузмем на себе спровођење мера против Срба и Јевреја, послушао сам одмах и без оклевања, јер сам знао да се ово питање мора решити зарад будућност хрватског народа и државе и да се неко мора жртвовати да би се те одвратне, али неопходне мере могле спровести. | ” |

### Пад Бјеловара
Југословенска краљевска војска (ЈКВ) брзо је савладана комбинованим нападом немачких, италијанских и мађарских снага. Већина њене опреме била је застарела, војна стратегија застарела, а војници недисциплиновани и слабо обучени. Додатно, многи припадници ЈКВ хрватске националности одбили су да се боре против Немаца, које су сматрали ослободиоцима од српске репресије. Такав став делили су и многи војници 108. пука, углавном хрватског састава, из 40. пешадијске дивизије „Славонска“, који су били стационирани у Великом Грђевцу.
Пук је мобилисан у Бјеловару и 7. априла је марширао према Вировитици како би заузео позиције, када су његови хрватски припадници извршили побуну и ухапсили српске официре и војнике. На челу са капетаном Иваном Мраком, пук је разоружао жандармеријску станицу у Гарешници и започео марш назад ка Бјеловару заједно са групом устаника усташа под Мијом Хансом. Следећег јутра, делови 108. пука ушли су у Бјеловар и сукобили се са локалном жандармеријом, при чему су имали два погинула и три рањена.
Око поднева, пук се удружио са деловима 42. пешадијског пука и другим јединицама 40. пешадијске дивизије. Отприлике у исто време, хрватски градоначелник Бјеловара, Јулије Маканец, придружио се усташком званичнику Ивану Шестаку и представнику ХСС-а Фрањи Хегедушу у захтеву да ВКЈ преда град устаницима. Када је командант 4. армије, генерал Петар Недељковић, сазнао за приближавање устаника, наредио је команданту локалне жандармерије да одржи ред, али је добио одговор да то неће бити могуће јер локални хрватски регрути не желе да се одазову дужности.
Штаб 4. армије је известио штаб 1. армијске групе о присуству устаника, након чега је затражено да лидер ХСС-а, Владко Мачек, интервенише код устаника. Мачек је пристао да пошаље изасланика 108. пуку са захтевом да се покоре својим официрима, али без успеха.
Касније тог дана, два камиона устаника стигла су у штаб 4. армије у Бјеловару са намером да убију особље. Стража у штабу је спречила напад, али се оперативно особље одмах повукло из Бјеловара у Поповачу. Након што су издали неколико неуспешних ултиматума, око 8.000 устаника напало је Бјеловар, уз помоћ хрватских пете колоне у самом граду. Бјеловар је капитулирао, а многи југословенски официри и војници били су заробљени од стране Немаца и усташа. Локални Хрвати су побуну дочекали с великим одушевљењем.
Када је Недељковић сазнао за заузимање Бјеловара, позвао је Маканца и запретио бомбардовањем града ако заробљени припадници ЈКВ не буду одмах пуштени. Задржани официри из штаба 4. армије и 108. пука затим су послати у Загреб. Око 16 часова, Недељковић је обавестио бана Хрватске, Ивана Шубашића, о побуни, али Шубашић није имао моћ да утиче на догађаје. Око 18 часова, Маканец је прогласио да је Бјеловар део независне хрватске државе.
Ово је била једина значајна проусташка побуна у Хрватској и Босни и Херцеговини пре 10. априла. Усташка пропаганда је ову побуну представљала као „устанак хрватског народа против Априлског рата“, тврдећи да је то доказ да Хрвати из срца подржавају уништење Југославије.

### Стварање НДХ
Дана 10. априла, високи командант усташа Славко Кватерник прогласио је успостављање Независне Државе Хрватске (НДХ). Проглашење је дошло тачно недељу дана пре безусловне капитулације ВКЈ силама Осовине. Лидер усташа, Анте Павелић, у то време је био у Риму, где је организовао свој пут у Карловац, западно од Загреба. У Карловац је стигао 13. априла у пратњи 250–400 својих следбеника. Павелић је 15. априла стигао у Загреб, након што је Италији уступио територије на штету Хрватске и обећао Немцима да нема намеру да води спољну политику независну од Берлина. Истог дана, Немачка и Италија су дипломатски признале НДХ.
Павелић је проглашен за Поглавника („вођу“) хрватске државе под управом усташа, која је обухватала територије већег дела данашње Хрватске, целу територију данашње Босне и Херцеговине, као и делове данашње Србије.
Павелић и његови следбеници су имали за циљ стварање „етнички чисте“ Хрватске путем масовних убистава и депортација Срба, Јевреја и других нехрвата. Само око 50 процената од 6,2 милиона становника НДХ били су Хрвати. Скоро два милиона Срба, што је око трећина укупног становништва НДХ, нашли су се унутар граница новоформиране државе. Поред тога, области са већинским српским становништвом покривале су између 60 и 70 процената укупне територије НДХ.
„Хрватска држава не може постојати ако у њој живи 1,8 милиона Срба и ако имамо снажну српску државу иза леђа“, објаснио је будући хрватски министар спољних послова Младен Лорковић. „Зато се трудимо да Срби нестану из наших крајева.“
Дидо Кватерник, високи званичник усташа, добио је задатак да „очисти“ Бјеловар и његову околину. Млађи Кватерник се присетио: „Када смо се победоносно вратили кући из иностранства и када је Павелић одлучио да ја треба да преузмем спровођење мера против Срба и Јевреја, одмах сам и без оклевања послушао јер сам знао да то питање мора бити решено за будућност хрватског народа и државе, и да неко мора направити жртву како би те одвратне, али неопходне мере биле спроведене.“
Павелићева наређења за истребљење нехрвата у Бјеловару и околини вероватно су преношена усмено како би се осигурало да не остане писани траг.

## Непосредно пре масакра
Одмах након заузимања Бјеловара, усташе су кренуле у јачање власти над градом. За вршиоца дужности начелника бјеловарског среза постављен је Јосип Верхас, Ђуро Војновић је постављен за усташког заступника у Бјеловару, а Мијо Ханс је именован за усташког повереника за Бјеловарски срез. За начелника полиције постављен је Алојз Чукман. Одмах је одређено да сви бјеловарски Срби морају носити црвену траку на којој је писало Србин и на хрватском и на немачком језику. Иван Гаршчић, јавни бележник, постављен је за вршиоца дужности команданта бјеловарске оружнице и приступио је реорганизацији локалних усташких формација. Иван Мрак, који се истакао као један од вођа побуне 108. пука, добио је задатак да надгледа центар града.
Између 9. и 14. априла, групе војника из распуштеног 108. пука лутале су бјеловарским селима. Поједини српски официри, који су одбили да се предају, упали су у хрватске домове, надајући се да ће пронаћи храну, новац и цивилну одећу која ће им олакшати пролазак кроз немачке и усташке контролне пунктове. У неким местима хрватски сељаци су разоружали поражене јединице ВКЈ и опљачкали њихове магацине. Неки од сељака приступили су локалним формацијама познатим под именом батаљони приправности. Немци су 10. априла стигли до Бјеловара и поставили низ командних места али су усташама фактички оставили контролу над градом. У околини града дошло је до сукоба између усташких и југословенских јединица које су остале лојалне власти. Усташе су пазиле на опасност коју је представљало српско сељаштво. Усташко водство у Бјеловару сматрало је да се у околним селима крију српски официри, који су скинули војне униформе и сакрили оружје по кућама. Мишо Саболек, локални усташки командант известио је да је послао 35 наоружаних људи да „гуше насиље” око Бјеловара, говорећи да Бјеловар и околину опседају Срби, који... убијају и пљачкају куће у селима Нарт, Гудовац и шуму Чесма. Његови претпостављени у Загребу наредили су му да „предузме све потребне мере за успостављање реда” у округу. Усташе су претресле десетине српских кућа у нади да ће пронаћи илегално оружје. Уследило је хапшење „нежељених елемената“, углавном чланова Комунистичке партије Југославије (КПЈ). Јулијус Екер, локални председник КПЈ, ухапшен је 12. априла.
Славко Кватерник је 16. априла објавио да српски сељаци у НДХ имају осам дана да предају оружје усташама. Још један утицајни комуниста, Милан Бакић, ухапшен је у Бјеловару 20. априла. Усташе су 22. априла ухапсиле већину преосталих чланова КПЈ у граду. Комунистички организатори као што су Стево Шабић, Франко Винтер и Сандор Кирали ухапшени су 24. априла. До 25. априла усташе су ухапсиле неколико стотина познатих или осумњичених антифашиста. Неки су поштеђени смрти и осуђени на затворске казне, али већина је погубљена без суђења. Усташе су известиле да су у кући једног локалног припадника КПЈ открила 80 пушака и неколико митраљеза. Потом, у кући још једног локалног комунисте пронађено је четрдесет пушака и два митраљеза. Узнемирен могућношћу оружане побуне у Бјеловару и околини, Кватерник је одабрао широку област у граду и око њега где је требало спровести „чишћење” Срба. „За сваког убијеног Хрвата“, рекао је, „морамо погубити 100 Срба“. Разоружавање и хапшење припадника ВКЈ од стране усташа праћено је бројним инцидентима, у којима је убијено око 20 наоружаних припадника ВКЈ и српских цивила. Кватерник се плашио да ће ова погибија само повећати вероватноћу оружане побуне и постао је још опрезнији када је чуо гласине да бјеловарски Срби планирају устанак који ће се поклопити са Ђурђевданом, 6. маја. Министар унутрашњих послова Андрија Артуковић стигао је у Бјеловар након што је чуо такве гласине. На састанку са Верхасом и његовим поручницима изјавио је да се се морају предузети „озбиљне акције” како би се „послала порука непријатељима усташа и НДХ”.

## Масакр

### Хапшење
Хапшења и разоружавање комуниста и бивших припадника Војске Југославије пратила су убиства, међу којима су били и српски цивили. Кватерник, који је био у Бјеловару, плашио се побуне Срба против усташког режима. Дана 26. априла, Кватерник и његов најближи помоћник Ивица Шарић организовали су масовно хапшење 530 српских сељана из Грубишног Поља. У хапшењима је учествовало тридесет усташа. Заточеници су превезени у логор Даница, код Копривнице, а одатле у усташке логоре у Госпићу, на острву Паг, Јасеновцу и Старој Градишки, где је већина убијена.
Србин Милан Радовановић је 25. априла ухапшен када је дошао у полицијску станицу у Гудовцу да преда оружје. Након слома свог пука, Радовановић се склонио у село Пргомеље и није стигао да преда униформу и оружје до рока 24. априла, који су му одредиле усташе. Ујутро 26. априла, док су Радовановића и још једног српског заробљеника изводила из окружног затвора двојица усташких стражара, двојица неидентификованих наоружаних нападача отворила су ватру на заточенике и стражаре. Радовановић и један од стражара су погинули, а други стражар је рањен. Тог поподнева, хрватски домобран убијен је залуталим метком у свом дворишту док је био на одсуству. Упркос томе што истрага никада није спроведена, усташка пропаганда је за напад окривила „српске четнике”. У историографији постоји верзија да су напад инспирисале саме усташе како би се добио формални разлог за масакр. Према другој верзији, напад су могли да изврше војници краљевске војске који се крију у близини.
Чувши вест о нападу на срески затвор, Кватерник је наредио хапшење 200 српских сељака из Гудовца и суседних села Велико и Мало Кореново, Пргомеље, Болч, Клокочевац, Тук, Станчићи и Бреза. Хапшења су се догодила у раним јутарњим сатима 28. априла. Усташама су помагали војници новоформиране НГХ војске и припадници „Сеоске страже“ – паравојне формације Хрватске сељачке странке под командом Мартина Чикоша, кога новинар Славко Голдштајн описује као „заклети предратни усташа“. По правилу су хапшени најпознатији и најимућнији Срби, међу којима су били учитељи, предузетници, свештеници. Једини њихов злочин“, пише Голдштајн, „био је то што су били православне вере и можда мало напреднији од својих суседа. Непосредно прије убистава, Верхас, Чикош и локални усташки званичници Рудолф Срнак, Никола Покопац и Мирко Павлешић одржали су састанак на којем је одлучено да заробљеници буду убијени.

### Убиство
После краћег боравка у згради Општинске управе, ухапшени Срби су обавештени да ће бити спроведени у Бјеловар на саслушање. Уместо тога, наређено им је да марширају у супротном правцу, према пољу поред реке Плавнице где се сваке недеље одржавала пијаца на отвореном. Затвореници су напустили Гудовац непосредно пред залазак сунца, под надзором 70 наоружаних стражара. На путу до стратишта, стражари су вређали ухапшене Србе, терали их да певају усташке песме и понављају „Живео Павелић! Живео Кватерник! Многи затвореници су осетили судбину која их чека, али нису могли да побегну. Према једном послератном сведочењу, Чикош је био „узнемирен, нелагодан... и није био расположен за разговор“. Док су затвореници излазили из Гудовца, извукао је једног од својих комшија Србина из групе и рекао му да се „губи“ пре него што је наредио преосталих 200 заточеника да се построје уза зид. Кватерник је изашао пред групу и питао има ли Хрвата. Четворица су иступила и понудила своја документа; тројици је дозвољено да се врате својим кућама након провере идентитета, али је четврти враћен међу Србе јер је био комуниста. Кватерник, Чикош и неколико новоименованих усташких официра су надгледали марш.
Заробљеници су стигли на поље одмах након заласка сунца и наређено им је да се построје у редове и да се окрену лево; стражари су тада подигли пушке и отворили ватру. Неки стражари су оклевали пре него што су пуцали, свесни да ће њихови пријатељи и комшије бити убијени, а многе жртве су у почетку биле погођене у ноге. Неки од рањеника су псовали усташе, а други су плакали у мукама. Кватерник је посматрао масакр са удаљености од око 50 метара, у пратњи Ханса, Верхаса и Павлешића. Павлешић је био незадовољан брзином убистава и викао је на Чикоша говорећи му да „заврши посао“. Чикошеви људи су затим кренули да траже преживеле и бајонетирали свакога ко се помери. Пет заробљеника је побегло пре него што су Чикошеви људи успели да их убију и отпузали су у оближњу шуму.
Убиства су била прво масовно убиство које су починиле усташе по доласку на власт. Процене о броју жртава варирају. Историчар Марко Атила Хоаре наводи цифру од 184 убијена. Новинар Тим Јудах пише да је било 187 смртних случајева. Други историчари, као што су Иво Голдштајн и Марк Биондич, помињу 196 смртних случајева.

## Последице
Усташе никада нису покушавале да сакрију догађаје у Гудовцу, користећи их за уливање страха међу Србе. За масакр је знало и локално становништво. Након убиства, усташе су мештане натерале да ископају масовну гробницу од 150 квадратних метара и полију тела жртава живим кречом како би се убрзало распадање. После овога су сељаци из Гудовца пуштени кућама.
Вест о масакру брзо се проширила Бјеловаром. Следећег дана, супруга и ћерка једне од жртава посетиле су немачко командно место и пријавиле масакр. Потом су одвеле двојицу немачких официра до масовне гробнице. Полицајци су обавестили надређене о томе шта се догодило и пожалили се на „неред“ у њиховој зони одговорности. Њихови претпостављени су тражили делимичну ексхумацију гробнице, наредили да се ексхумирани лешеви фотографишу и тражили истрагу, као и хапшење и кажњавање одговорних. По наређењу локалног немачког команданта, 29. априла увече ухапшено је 40 осумњичених починилаца. Одузето им је оружје и они су привремено задржани у бјеловачкој гимназији. Исте вечери Лорковић је затражио хитан састанак са немачким амбасадором Зигфридом Кашеом. Према Кашеу, Лорковић му је рекао да су Срби убили једанаест Хрвата и да је у знак одмазде извршен масакр над 192 мушкарца из Гудовца и околине. Према Голдштајну, цифру од једанаест мртвих Хрвата Лорковић је измислио да би оправдао масакр.
Лорковић је сматрао да је масакр у Гудовцу „унутрашње политичко питање у надлежности хрватске владе” и тражио је да се осумњичени починиоци предају усташама. Кашеу је обећао да ће Загреб спровести пуну истрагу. Каше је прихватио Лорковићев предлог, вероватно на наговор својих претпостављених. Усташе заточене у бјеловарској гимназији пуштене су, а оружје им је враћено. Обећана истрага никада није спроведена и нико од организатора масакра није кажњен.

## Наслеђе

### Оцена историчара
Историчар Жељко Караула тврди да је ВКЈ 11. априла марширала у неколико заселака и по кратком поступку погубила једанаест Хрвата који су неколико дана раније одбили да се јаве на мобилизацију. Голдштајн тврди да је 25 од 27 Хрвата чију су смрт усташе приписали „српским агитаторима“ пре масакра страдало у борбеним дејствима током побуне 108. пука. Мицхеле Ф. Леви, историчар специјализован за холокауст, слаже се да није било масовног убијања Хрвата који је довео до масакра. Историчари Филип Кук и Бен Шепард пишу да се масакр догодио пре него што је започео било какав организовани српски отпор.
У Земаљском архиву у Бјеловару налази се обимна документација о масакру, укључујући и списак жртава који су саставили усташки званичници у мају 1941. године, у којем се многи заробљеници описују као „стрељани као четници“. У саопштењу се описује „страх” српског становништва и „невоља” локалних Хрвата. Партијско руководство ХСС-а се оградило од масакра и осудило поступке усташа, као и већина локалних активиста ХСС-а, од којих су многи на крају отишли у партизане.  Према неким изворима, чак је и Јулије Маканец, градоначелник Бјеловара, покушао да се дистанцира од убистава, и наводно је протестовао код „одговарајућих власти“ у Загребу. Постао је хрватски министар образовања 1943. и у том својству је служио до маја 1945. Партизани су га ухапсили следећег месеца и потом погубили. Лорковић је средином 1944. био умешан у заверу за рушење владе НДХ, ухапшен и стрељан у последњим недељама рата по Павелићевом налогу. Кватерник је преживео рат и уништење НДХ, са породицом побегао у Аргентину и погинуо у саобраћајној несрећи 1962. Павелић је такође побегао у Аргентину, преживео покушај атентата од стране агената југословенске владе у Буенос Ајресу 1957. године, а преминуо је од задобијених рана у Мадриду две године касније.
Масакр у Гудовцу постао је предзнак многих других масакра Срба широм НДХ: у Благају, Госпићу, Глини итд. Значајан део жртава геноцида страдао је у бројним концентрационим логорима које су успоставиле усташе. Број погинулих Срба процењује се на неколико стотина хиљада људи, а велики број је и избегао. На Нирнбершком процесу ова убиства су призната као геноцид.

### Спомен обележје
На месту масакра 1955. године, Југословенске власти су подигле костурницу и маузолеј. На истом месту подигнут је споменик Гудовац—пред стрељачким водом, српског вајара Војина Бакића. Године 1992. усред међуетничког насиља изазваног распадом Југославије и југословенским ратовима, хрватски националисти су уништили споменик и маузолеј. Уништен је и један од најпознатијих Бакићевих споменика, Бјеловарац. Бакић је споменик посветио својој браћи коју су убиле усташе. Оно што је остало од костурнице локалне власти су уклониле 2002. Те године су мештани потписали петицију да се на истом месту подигне реплика споменика Бјеловарац. Локална власт је обећала да ће обезбедити половину количине потребне за обнову споменика. Министарство културе Хрватске је 2005. године саветовало подносиоце представке да се пријаве на тендер како би платили другу половину. Обновљени споменик је откривен у децембру 2010. године.

## Злочин

### Имена злочинаца
1. Мартин Чикош
2. Мирко Павлечић
3. Мијо Ханс
4. Јосип Верханц
5. Јулије Маканец, градоначелник Бјеловара
6. Чукман, шеф полиције у Бјеловару

### Имена жртава
Према списку Миладина В. Вујановића, у Гудовцу 28. априла убијени су следеће особе:
1. Бранко Анага
2. Душан Велемир
3. Марко Анага
4. Гајо Влајнић,
5. Милутин Анага
6. Стеван Вучковић
7. Душан Бартоловић
8. Томо Вујновић
9. Стеван Баусола
10. Никола Вујчетић
11. Божо Бјелић
12. Миле Вукелић
13. Васо Бојчета
14. Ђуро Вуковић
15. Петар Бојчета
16. Стезан Вуксан
17. Емил Бота
18. Стеван Вуксан
19. Јован Бота
20. Јандрија Гаћеша
21. Миливој Бота
22. Ђуро Грубачевић
23. Милош Бота
24. Михаило Грујић
25. Петар Бота
26. Никола Гвозденчевић
27. Пантелија Бошњаковић
28. Петар Гвозденчевић
29. Бранко Брзин, свешт.
30. Јован Даничић
31. Илија Брујић
32. Љубомир Даничић
33. Божо Бугариновић
34. Петар Даничић
35. Ђуро Бугариновић
36. Мирко Дерета
37. Бранко Булић
38. Емил Деспинић
39. Милан Булић
40. Петар Деспинић
41. Васо Деспотовић
42. Никола Кодић
43. Емил Деспотовић
44. Пајо Кодић
45. Бошко Дешић
46. Стеван Кодић
47. Душан Дешић
48. Стеван Кодић
49. Никола Добричевић
50. Васо Коноплић
51. Стеван Добричић
52. Стеван Коноплић
53. Емил Докић
54. Петар Косић
55. Јован Докић
56. Петар Косић
57. Никола Докић
58. Гвозден Ковач
59. Стеван Драгашевић
60. Озрен Ковач
61. Душан Дробић
62. Андрија Латиновић
63. Душан Ђаковић
64. Андрија Латиновић
65. Никола Ђурђевић
66. Стеван Ленајић
67. Никола Ђурђевић
68. Никола Мадашевић
69. Живко Житић
70. Ђуро Маргетић
71. Јован Житић
72. Емил Маргетић
73. Никола Житић
74. Стеван Маргетић
75. Петар Зрнић
76. Гојко Мијакић
77. Милош Ивановић
78. Никола Мијакић
79. Новица Ивановић
80. Јован Миљуш
81. Петар Ивановић
82. Јован Миљуш
83. Стеван Ивановић, учитељ
84. Ђуро Мисирача „Ђаја“
85. Петар Ивановић
86. Милутин Мисирача „Ђаја“
87. Васо Јакић
88. Милан Мисирача
89. Јандрија Јакић
90. Никола Мородолац
91. Милан Јакић
92. Ђуро Обрановић
93. Стеван Јакић
94. Јован Обрановић
95. Васо Јанић
96. Марко Обрановић
97. Ђуро Јанковић
98. Милан Обрановић
99. Илија Јарић
100. Пајо Обрановић
101. Божо Јарић
102. Емил Обрановић
103. Никола Јарић
104. Божо Павловић
105. Јован Јаничић
106. Милан Павловић
107. Никола Јелић
108. Младен Павловић
109. Петар Јелић
110. Никола Павловић
111. Стеван Јелић
112. Пантелија Павловић
113. Стеван Јовичевић
114. Милан Пожежанац
115. Ђуро Кодић
116. Никола Пожежанац
117. Емил Кодић
118. Дамјан Поповић
119. Милан Кодић
120. Ђуро Поповић
121. Милош Кодић
122. Саво Поповић
123. Милутин Кодић
124. Милан Пеханек, Чех
125. Никола Кодић
126. Ђуро Предојевић
127. Бранко Предојевић
128. Душан Предраговић
129. Емил Предраговић
130. Илија Предраговић
131. Петар Предраговић
132. Радован Предраговић
133. Стеван Предраговић
134. Стеван Предраговић
135. Чедо Пруговац
136. Бранко Радешевић
137. Стеван Радељевић
138. Цвијо Радивојша
139. Милан Радотић
140. Стеван Радотић
141. Милан Радовановић
142. Милош Радујковић
143. Васо Рајић
144. Гајо Рајић
145. Јован Рашета
146. Милан Рајић
147. Петар Саболић
148. Стеван Саболић
149. Емил Савић
150. Бошко Секулић
151. Милош Секулић
152. Петар Секулић
153. Стојан Секулић
154. Ђуро Селаковић
155. Игњатије Сењан
156. Буде Скакавац
157. Јован Сладојевић
158. Драган Срдић
159. Емил Станчић
160. Милош Станчић
161. Владимир Стијепић
162. Милош Стијепић
163. Никола Стијепић
164. Саво Стрика
165. Васо Тодоровић
166. Бранко Тољевић
167. Петар Тољевић
168. Стеван Тољевић
169. Ђуро Томић
170. Васо Томић
171. Срђан Томић
172. Стеван Томић
173. Стеван Томић
174. Јован Томић
175. Лука Хинић
176. Милан Хинић
177. Петар Цигановић
178. Васо Цвијетић
179. Никола Цвијетић
180. Васо Чачуга
181. Дане Чуић
182. Душан Чуић
183. Миле Чујић
184. Милан Чурчија
185. Миле Чурчић
186. Јован Шајновић
187. Никола Шајновић
188. Стеван Шајновић
189. Лука Шакић
190. Бошко Шиљак
191. Милорад Шиљак, богослов
192. Томо Шиљак, лугар
193. Милош Шиљак, звонар
194. Љубан Швагоња

### Извршење злочина
Дана 27. априла 1941. у Гудовцу касно увече Сељачка заштита је ухапсила и стрељала 10 људи. Међу злочинцима је био присутан и учитељ Рудолф Срнак, из Гудовца. Док је тај дан на подручју Бјеловара и Грубишног поља незаконито ухапшено преко 500 Срба, који су одведени у логоре НДХ: логор Даница (Копривница), затвор у Госпићу, Јадовно на Велебиту, и острво Паг.
Да би следећи дан 28. априла 1941. у рану зору, по налогу усташких власти из Загреба почео невиђени терор по бјеловарским селима где су хапшени Срби и довођени у Гудовац. Руководилац целе акције хапшења и убијања Срба у Гудовцу 28. априла 1941. био је Мартин Чикош. Ухапшени српски цивили били су смештени у неки затвор (саграђен у доба Аустроугарске), прекопута школе. Увече тог 28. априла 1941. изведени су на улицу где су били постројени испред Еугена Диде Квартерника (сина Славка Квартерника) и других високих усташких функционера. Затим су спроведени на сајмиште на крају села, где су и побијени. Пре њиховог убиства, жртве су натеране да ископају себи раку, величине 42х2 метра.
Према једној белешки Зигфрида Кашеа од 30. априла, претходног дана министар спољних послова НДХ Младен Лорковић да су у близини Бјеловара Срби убили 11 Хрвата и да су усташе за одмазду смакнуле 192 Срба у суседном селу Гудовцу. Након масакра, заповедник оближње немачке војне јединице наредио је хапшење око 40 особа. Власти НДХ су, међутим, протестовале да је то њихова унутрашња ствар и да то спада у њихову надлежност, па су ухапшене особе су пуштене на слободу.
"Два дана након геноцида из Бјеловара у Гудовац је дошла њемачка комисија, која је дала налог да се сви лешеви ископају (ексхумирају) и фотографишу. Фотографисао их је њемачки војни љекар др Циглер. Том приликом набројано је 187 лешева. Констатовао је да су сви имали смртоносне озљеде од метака и ножева, да су неки живи закопани. Нијемци су нека лица саслушали, похапсили заштитаре, отјерали их у Бјеловар ...". Записник ове комисије се налази међу документима Рајха под насловом "Ustaschenwerk bei Bjelovar" (Дело усташа код Бјеловара). Приликом ексхумације је из масовне гробнице извађен један преживели Србин, Деспић из села Клокочевац

## Споменик
На месту где су убијени Срби у Гудовцу априла 1941. направљен је тек 1955. споменик „Пред стрељање“ („Гудовчан“), дело вајара Војина Бакића. Споменик је миниран 1992. године од стране чланова екстремних хрватских удруга и странака. „Гудовчан“ је поново подигнут 2010. године.

### Цитати
1. 1 2  Goldstein 1999, стр. 137.
2. ↑  Karaula 2007, стр. 197.
3. ↑  Tomasevich 2001, стр. 272.
4. 1 2  Goldstein 2012, стр. 106.
5. ↑  Hoare 2007, стр. 19–20.
6. ↑  Ривели 2011, стр. 42.
7. ↑  1941: The Year that Keeps Returning 2013, стр. 107—108.
8. 1 2  Karaula 2007, стр. 200.
9. 1 2 3 4  Karaula 2007, стр. 201.
10. ↑  Goldstein 2012, стр. 108.
11. ↑  Karaula 2007, стр. 199.
12. ↑  Karaula 2007, стр. 201–202.
13. 1 2  Goldstein 2012, стр. 108–109.
14. 1 2 3  Karaula 2007, стр. 204.
15. 1 2 3 4 5  Karaula 2007, стр. 202.
16. 1 2 3 4  Goldstein 2012, стр. 109.
17. ↑  Tomasevich 1975, стр. 183.
18. ↑  „Slučaj Gudovac“ 28. travnja 1941. 2007.
19. 1 2  Karaula 2007, стр. 203.
20. ↑  1941: The Year that Keeps Returning 2013, стр. 109—110.
21. 1 2 3 4 5  Goldstein 2012, стр. 110–111.
22. ↑  Goldstein 2012, стр. 109–110.
23. 1 2  Judah 2000, стр. 125.
24. 1 2  Goldstein 2007, стр. 22. sfn грешка: више циљева (2×): CITEREFGoldstein2007 (help)
25. 1 2  Biondich 2011, стр. 136.
26. ↑  Hoare 2006, стр. 22.
27. ↑  Karaula 2007, стр. 205.
28. 1 2  Goldstein 2012, стр. 111.
29. ↑  Tomasevich 2001, стр. 398.
30. ↑  Goldstein 2012, стр. 112.
31. 1 2  Goldstein 2012, стр. 113.
32. ↑  Levy 2013, стр. 65.
33. ↑  Cooke & Shepherd 2013, стр. 221–222.
34. ↑  Goldstein 2012, стр. 113–114.
35. 1 2  Milekić 28 October 2016.
36. 1 2  Goldstein 2012, стр. 114.
37. ↑  Tomasevich 2001, стр. 768.
38. ↑  Dizdar 1997, стр. 225.
39. ↑  Cox 2007, стр. 211.
40. ↑  Konjhadžić 1960, стр. 254.
41. ↑  Croatian Ministry of Culture 9 December 2010.
42. 1 2 3  Загорци освећују жртве Гудовца, приступ 30.10.2019 Архивирано на веб-сајту  (5. март 2016), Приступљено 20. 4. 2013.
43. 1 2 3  „Први усташки покољ у Гудовцу 1941, приступ 10.4.2013”. Архивирано из оригинала 29. 07. 2014. г. Приступљено 20. 4. 2013.
44. ↑  Кузмановић 2019, стр. 20.
45. ↑  Bulajić 1988, стр. 257.
46. ↑  Hervé Laurière:Ubice u božje ime, preveo Dragoljub R. Živojinović, "Filip Višnjić" – Beograd 1987 pp. 48
47. ↑  Željko Karaula: Jedan dokument o zločinu u Gudovcu 28. travnja 1941. za vrijeme NDH
48. ↑  Korana Sutlić: KAKO JE 1992. UNIŠTEN BAKIĆEV SPOMENIK. Jutarnji list 31.01.2016
49. ↑  Klara Glavač: Rušili su mu spomenike jer podsjećaju na Srbe i partizane, 19. decembra 2018. Express.hr